# Parargidia ingenua
Parargidia ingenua là một loài bướm đêm trong họ Noctuidae.